# Museet (film)
Museet är en kortfilm beställd av Kungliga Telegrafstyrelsen, Stockholm. Den är delvis inspelad på Televerkets museum (ursprungligen Östermalms telefonstation 1916). Det är en spelfilm med flera olika berättelser om telefonens och telegrafens genombrott.

## Rollista
- Wiktor "Kulörten" Andersson
- Björn Berglund
- Olof Bergström
- Åke Falck
- Karl Erik "Cacka" Israelsson
- Ulf Johanson
- Inger Juel
- Ruth Kasdan
- Margaretha Bergström
- Asta Bolin
- Lars Lennartsson
- Torsten Lilliecrona
- Lennart Lundh
- Gunnar Nielsen
- Börje Nyberg
- Bertil Perrolf
- Elsa Prawitz
- Gösta Prüzelius
- Carl Skylling
- Margareta Toss
- Måns Westfelt
- Ann-Mari Wiman
- Ivar Wahlgren
- Ingegärd Rothlin
- Bob Kingsbury